# Elide Melli
Elide Melli (Mondavio, 29 novembre 1952) è un'attrice, produttrice cinematografica e produttrice televisiva italiana.

## Biografia
Ha esordito giovanissima nel 1979 nel film erotico Nella misura in cui, regia di Piero Vivarelli. Nel 1991 è stata interprete della miniserie televisiva diretta da Alfredo Giannetti Doris una diva del regime, in cui ricopriva il ruolo dell'attrice Doris Duranti, figura nota nel ventennio fascista. Ad inizio degli anni 2000 ha lasciato la recitazione per passare all'attività di produttrice televisiva e cinematografica.

## Filmografia

### Attrice

#### Cinema
- Nella misura in cui, regia di Piero Vivarelli (1979)
- Clodia - Fragmenta, regia di Franco Brocani (1982)
- Momo, regia di Johannes Schaaf (1986)
- Giorni felici a Clichy (Jours tranquilles à Clichy), regia di Claude Chabrol (1990)
- Modì, regia di Franco Brogi Taviani (1990)
- La settima stanza (1995)
- I magi randagi (1996)
- Festival (1996)
- Cartoni animati (1997)
- Vipera (2001)

#### Televisione
- Il giudice istruttore (1990, serie televisiva, episodio Il caso Corderi)
- Doris una diva del regime (1991, miniserie televisiva)
- L'ispettore anticrimine (1993, miniserie televisiva)

### Produttrice
- L'avvocato De Gregorio (2003)
- Fratella e sorello (2005)
- La contessa di Castiglione (2006, miniserie televisiva)
- Maradona - La mano de Dios (2007)
- Artemisia Sanchez (2008, miniserie televisiva)
- Vallanzasca - Gli angeli del male (2010)
- Rita Levi-Montalcini, regia di Alberto Negrin - film TV (2020)